# ای‌بی‌آی۱
ای‌بی‌آی۱ (به انگلیسی: ABI1) یکی از پروتئینهای انسان است که با ژن ای‌بی‌آی۱ کدبندی شده‌است.

## برهم‌کنش‌ها
نشان داده شده است که ای‌بی‌آی۱ با ای‌ان‌ای‌اچ، ان‌سی‌کی‌ای‌پی۱، ای‌پی‌اس۸، و اس‌اواس۱ برهمکنش دارد.